# Castillo de Penningby

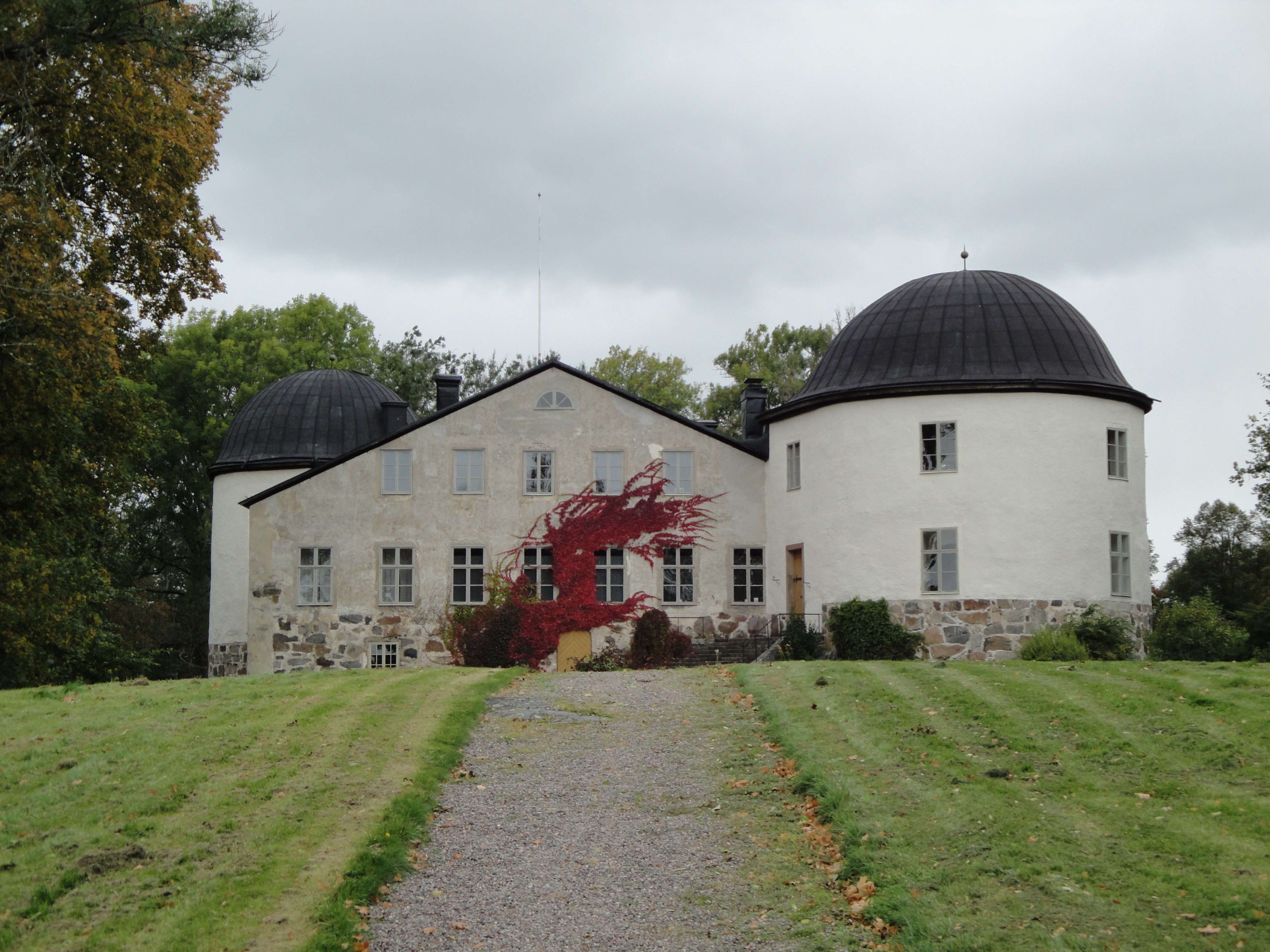
Castillo de Penningby, vista frontal.

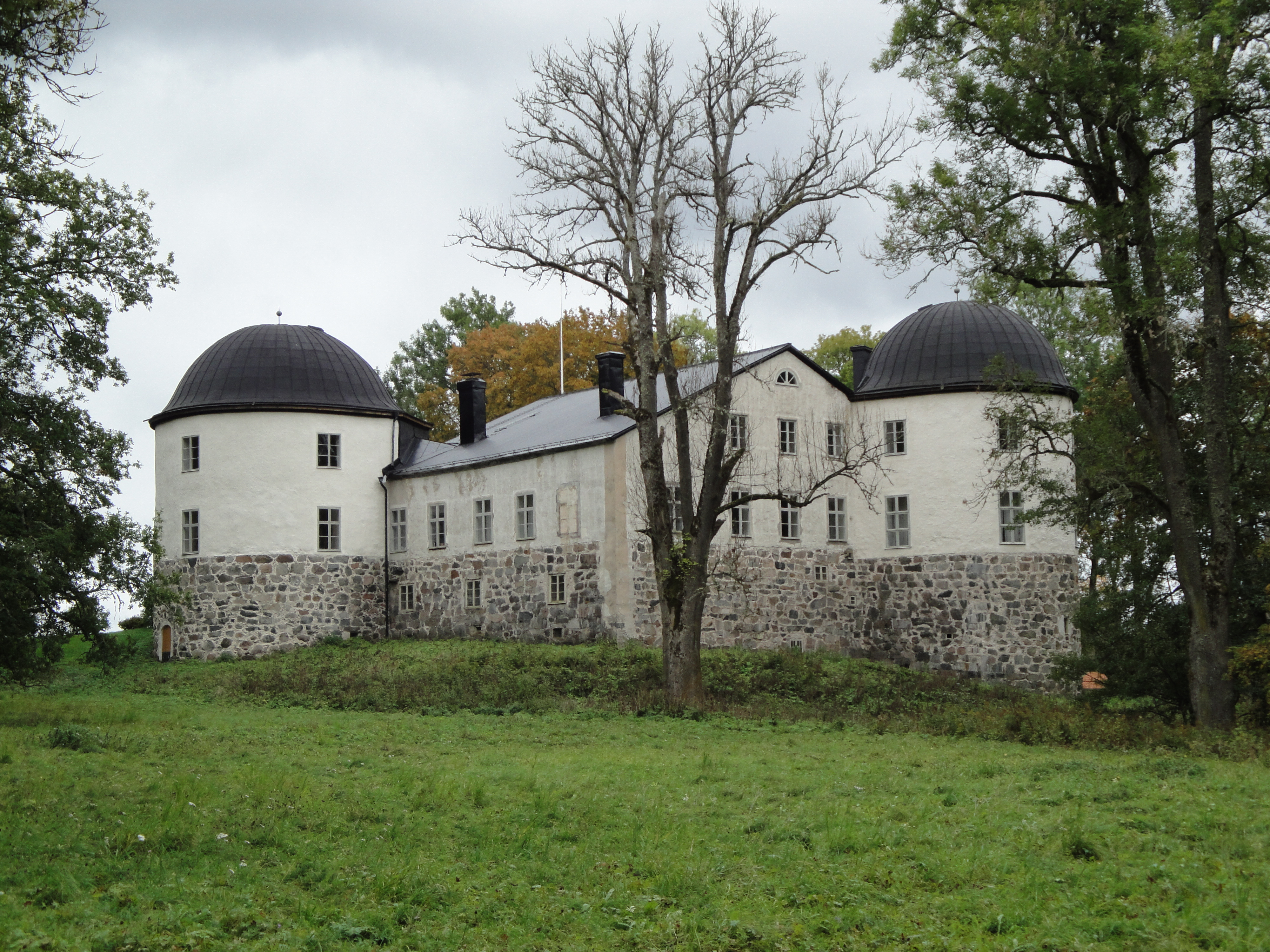
Castillo de Penningby, vista trasera.

El Castillo de Penningby (en sueco: Penningby slott) es un castillo privado del periodo medieval localizado en la parroquia de Länna del municipio de Norrtälje en Uppland, 70 kilómetros al norte de Estocolmo, Suecia.  Penningby se sitúa en el valle cerca de Edsviken, en una estrecha entrada en la bahía de Saltsjön del mar Báltico.

## Historia
Uno de los castillos mejor conservado de la era Vasa, la mansión de Penningby es mencionada por primera vez en la década de 1380. Al noreste hay las ruinas de un castillo cubierto de maleza con foso, que pueden ser los restos de un castillo predecesor. Los primeros propietarios incluyen a Lord Tord Bonde, burgrave de Raseborg y margrave de Viborg. A finales del siglo XV, fue construida una fortaleza por sus propietarios, iniciada por Lady Birgitta Tordsdotter Bonde, hija de Tord Karlsson (Bonde), Lord Alto Condestable de Suecia. El castillo medieval era una llamada casa gemela inusual en su localización cerca de la costa. La torre inmensa fue erigida justo antes de la década de 1550 bajo Lord Lars Turesson, Tre Rosor. En este tiempo, la fachada oriental obtuvo una nueva entrada. Después, la torre del mar obtuvo su salón redondo, posiblemente la habitación más hermosa del castillo.
En 1805 la condesa Maria Juliana von Rosen recreó el jardín del castillo en estilo inglés. En 1831, un incendio destruyó los interiores del castillo, pero partes de él, por ejemplo los techos, fueron restaurados, y la torre fue modificada. Aún queda un tramo de las murallas medievales. Una restauración fue llevada a cabo entre 1951 y 1953. El castillo de Penningby fue declarado patrimonio cultural nacional (byggnadsminne) en 1980. Actualmente el castillo no está habitado, pero los visitantes tienen acceso en verano.
Olof Persson Stille, uno de los primeros colonos en Nueva Suecia, fue empleado en la mansión de Penningby. En 1641 Olof Stille, mecánico de molinos, fue el propietario original del área de lo que hoy es Eddystone, Pennsylvania. Stille fue uno de los cuatro comisarios o magistrados elegidos para administrar justicia entre los habitantes locales, y así se convirtió en juez del primer tribunal en los márgenes del río Delaware.